# Åskfågel

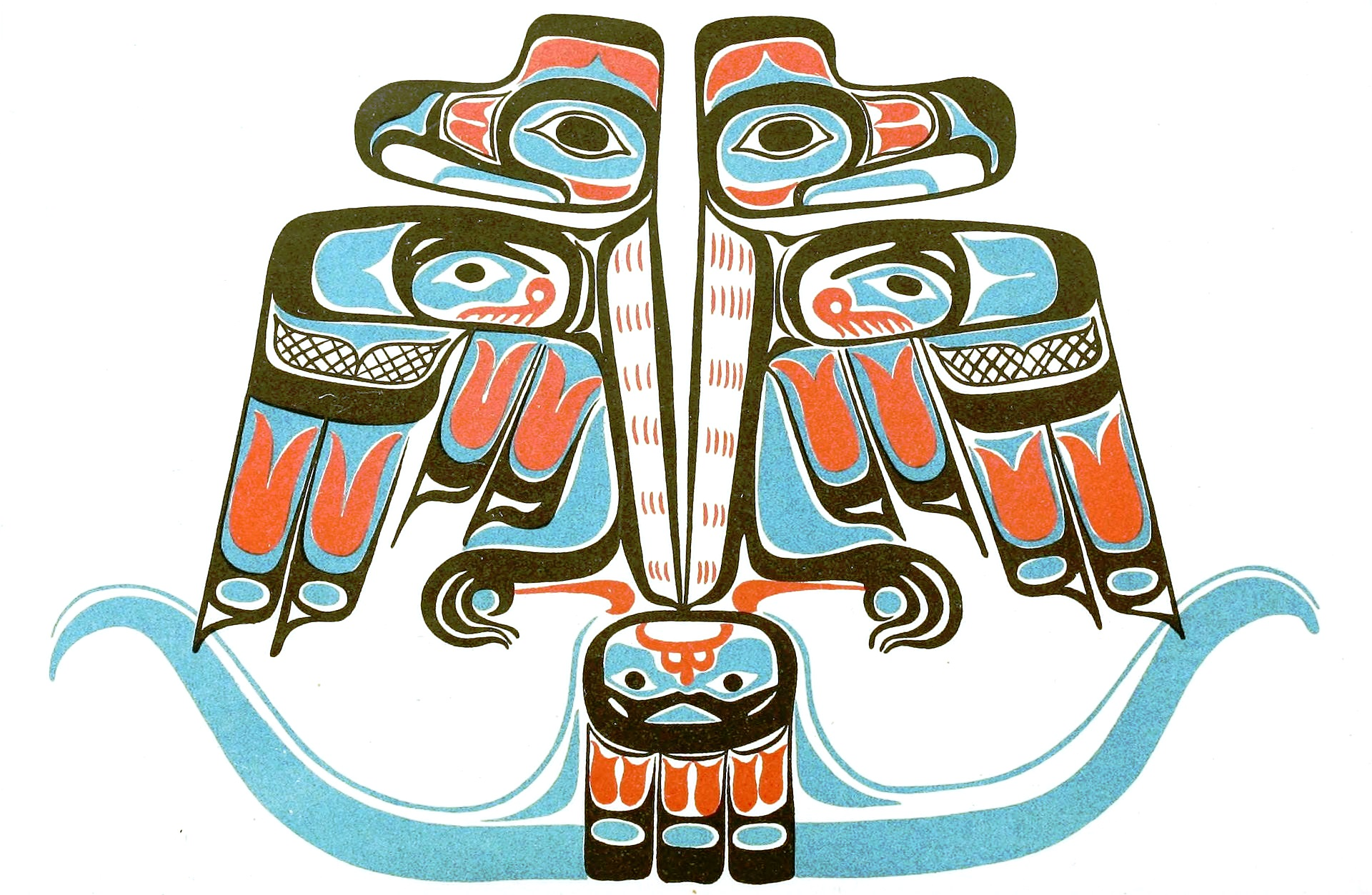
Dubbla åskfåglar.

Åskfågeln (ibland flera) är i nordamerikansk mytologi ett gudomligt väsen som framkallar åska genom att slå med vingarna, och blixtrar genom att blinka med ögonen. Föreställningen förekom bland annat bland nordväskustindianer och prärieindianer. Åskfågeln uppfattades som en väldigt mäktig kraft som på sina håll var synonym med den högste guden.
Associationen mellan åska och fåglar är emellertid vitt spridd, den förekom bland annat i Asien och i Sydamerika, men sällan så central i mytologien som bland nämnda kulturer.